# العلاقات الفانواتية اللاوسية
العلاقات الفانواتية اللاوسية هي العلاقات الثنائية التي تجمع بين فانواتو ولاوس.

## مقارنة بين البلدين
هذه مقارنة عامة ومرجعية للدولتين:
| وجه المقارنة                                              | فانواتو                                  | لاوس        |
| --------------------------------------------------------- | ---------------------------------------- | ----------- |
| المساحة (كم2)                                             | 12.19 ألف                                | 236.80 ألف  |
| عدد السكان (نسمة)                                         | 276.24 ألف                               | 6.86 مليون  |
| الكثافة السكانية (ن./كم²)                                 | 22.66                                    | 28.97       |
| العاصمة                                                   | بورت فيلا                                | فيينتيان    |
| اللغة الرسمية                                             | اللغة البسلاما، لغة فرنسية، لغة إنجليزية | اللغة اللاو |
| العملة                                                    | فاتو فانواتي                             | كيب لاوي    |
| الناتج المحلي الإجمالي (بليون دولار)                      | 862.88 مليون                             | 16.85 مليار |
| الناتج المحلي الإجمالي (تعادل القوة الشرائية) بليون دولار | 790.76 مليون                             | 38.71 مليار |
| الناتج المحلي الإجمالي الاسمي للفرد دولار أمريكي          | 2.81 ألف                                 | 1.82 ألف    |
| الناتج المحلي الإجمالي للفرد دولار أمريكي                 | 3.03 ألف                                 |             |
| مؤشر التنمية البشرية                                      | 0.594                                    | 0.575       |
| رمز المكالمات الدولي                                      | +678                                     | +856        |
| رمز الإنترنت                                              | .vu                                      | .la         |
| المنطقة الزمنية                                           | ت ع م+11:00                              | ت ع م+07:00 |

## منظمات دولية مشتركة
يشترك البلدان في عضوية مجموعة من المنظمات الدولية، منها:
| علم المنظمة | اسم المنظمة                        | تاريخ انضمام فانواتو | تاريخ انضمام لاوس |
| ----------- | ---------------------------------- | -------------------- | ----------------- |
|             | يونسكو                             | 10 فبراير 1994       | 9 يوليو 1951      |
|             | مؤسسة التمويل الدولية              | 28 سبتمبر 1981       | 29 يناير 1992     |
|             | بنك التنمية الآسيوي                | 1981                 | 1966              |
|             | منظمة حظر الأسلحة الكيميائية       | ?                    | ?                 |
|             | مؤسسة التنمية الدولية              | 28 سبتمبر 1981       | 28 أكتوبر 1963    |
|             | وكالة ضمان الاستثمار متعدد الأطراف | 27 يوليو 1988        | 5 أبريل 2000      |
|             | الأمم المتحدة                      | 15 سبتمبر 1981       | 14 ديسمبر 1955    |
|             | البنك الدولي للإنشاء والتعمير      | 28 سبتمبر 1981       | 5 يوليو 1961      |